# Union 05 Kayl-Tétange
El Union 05 Kayl-Tétange es un equipo de fútbol de Luxemburgo que milita en la Primera División de Luxemburgo, la tercera liga de fútbol más importante del país.

## Historia
Fue fundado en 2005 en la comunidad de Kayl, al suroeste de Luxemburgo a raíz de la fusión de los equipos FC Jeunesse Kayl 07 (fundado en 1907) y SC Tétange (fundado en 1914). 
En solo 4 años lograron ganar la Éirepromotioun para así ganar el derecho de jugar en la Division Nationale por primera vez en su historia en la temporada 2011/12.
En su primera temporada apenas salvaron la categoría, ya que quedaron en el 11º lugar, solo 3 puntos por encima del FC Swift Hesperange quien jugó el play-off por la permanencia en la categoría, pero no corrieron con la misma suerte en la temporada 2012/13, ya que solamente consiguieron 12 puntos en 26 partidos para quedar en último lugar y retornar a la Éirepromotioun.
En la temporada 2017/18 terminaron en último lugar de la Éirepromotioun con lo que descendieron a la Primera División de Luxemburgo.

## Palmarés
- Éirepromotioun: 1

2010/11